# Маловская (Московская область)
Маловская — деревня в муниципальном округе Егорьевск Московской области России . 

## История
Упоминается с 1577 года в составе Крутинской волости Коломенского уезда.

## Демография
Население — 6 человек (2010).
| 1859 | 1868 | 1885 | 1905 | 1926 | 2002 |
| ---- | ---- | ---- | ---- | ---- | ---- |
| 107  | ↗143 | ↗176 | ↗266 | ↘149 | ↘4   |
| 2006 | 2010 |      |      |      |      |
| ↗5   | ↗6   |      |      |      |      |